# Zijkanaal naar Hulst
Het Zijkanaal naar Hulst is een oud kanaal dat zich bevindt tussen Axel en Hulst. Het is ongeveer 6 km lang.
Het kanaal maakte deel uit van een plan om de plaatsen Axel en Hulst met het in aanleg zijnde Kanaal Gent-Terneuzen te verbinden. Daartoe werd allereerst Zijkanaal C gegraven in de voormalige bedding van het Axelse Gat. Dit sloot via de in 1827 gereedgekomen sluis (Axelsche Sassing) aan op de Axelse Kreek.
Hiervandaan werd een nieuwe vaarweg in oostelijke richting gegraven. Deze liep in het zuiden langs het gebied Groot Eiland en kwam ten slotte uit op de Oude Vaart, waardoor de haven van Hulst bereikt zou kunnen worden. Hiertoe moest dan wel een jaagpad worden aangelegd. Hiermee vorderde men tot de Derde Verkorting, nabij de buurtschap Kijkuit.
Arbeidsonlusten en problemen met het verkrijgen van concessies veroorzaakten vertragingen, en pas in 1830 kon men weer verder werken. In hetzelfde jaar brak echter de Belgische Opstand uit, en werd het kanaal een verdedigingslinie. Alle bruggen werden weggenomen. Nadat de militairen het kanaal weer vrijgaven bleven de vele herhaalde pogingen om het kanaal scheepvaartklaar te maken bij goede voornemens steken. Zelfs het herstel van de bruggen kwam pas na vele jaren.
In 1944 vormde het kanaal nog een belangrijke hindernis voor de oprukkende geallieerde troepen, die hier voornamelijk uit Poolse troepen bestond. Fel werd gevochten door de Poolse Eerste Pantserdivisie. Op 19 september 1944 legden de Polen de zogeheten Gdyniabridge (bij de Derde Verkorting) over het kanaal, staken het over en bevrijdden aldus Axel vanuit oostelijke richting, niet nadat bloedige gevechten hadden plaatsgevonden. Het Pools Kruis tussen de Eerste en de Tweede Verkorting herdenkt de gevallenen en herinnert aan deze episode.
Tegenwoordig is het kanaal in gebruik voor de uitwatering. Verder heeft het een landschappelijke functie: Er kan over de gehele lengte langs gefietst worden.

## Externe bron
- Zijkanaal naar Hulst